# Tílburi (banda)
Tílburi fue una banda de folk rock formada en Madrid en 1973. Pioneros del género en España, publicaron, hasta su disolución en 1977, dos discos de larga duración y un sencillo, con el sello Movieplay.

## Historia
La banda fue formada en Madrid a principios de los años 70 por los músicos José Luis Barceló, Antonio Rentería y Luis Granda bajo la influencia de grupos como Crosby, Stills & Nash y America. Sus primeras actuaciones se remontan a 1973.
En 1975, publican su primer álbum, ¡Al Fin!, producido por Gonzalo García Pelayo para el sello Movieplay y con Celso Velasco como batería. Este primer trabajo contiene temas propios cantados en inglés donde predominan las guitarras acústicas y las armonías vocales. Este mismo año participan, junto con Celso, en el polémico Festival Ciudad de Burgos, el primer macrofestival de música que se celebra en España, junto a grupos como Triana, Hilario Camacho, Bloque, Burning, Granada y Storm.
Luego de la actuación de Burgos, Luis deja el grupo y entra Nano Domínguez. En 1976 publican Alcocebre, un álbum conceptual formado por dos suites, tituladas "Un recital en la playa" y "De vuelta a casa" respectivamente. En este nuevo disco se alejan del estilo anglosajón de su debut, cantando los temas en castellano e incorporando ritmos mediterráneos. Al igual que en su anterior trabajo, Alcocebre fue producido por García Pelayo para Movieplay. Contaron además, con la colaboración del flautista de La Romántica Banda Local Fernando Luna. De este álbum se extrajo el sencillo Sylvia publicado ese mismo año. Tílburi se disolvió en 1977. El bajista Nano Domínguez se unió posteriormente a La Romántica Banda Local, mientras que Celso Velasco fundará el grupo Paracelso y el Gran Wyoming.

## Miembros
- José Luis Barceló - (bajo, guitarra acústica, guitarra acústica de 12 cuerdas, mandolina, armónica, bajo, percusión, violín y voz)
- Antonio Rentería - (guitarra acústica de 12 cuerdas y voz)
- Luis Granda - (guitarra acústica, guitarra eléctrica y voz)
- Nano Domínguez - (bajo, guitarra acústica de 12 cuerdas, guitarra eléctrica, percusión, guitarra acústica y voz)

## Discografía
- 1975 - ¡Al Fin!
- 1976 - Alcocebre
- 1976 - Sylvia (sencillo 7)